# Чогадек
Чогаде́к (перс. چغادك‎) — город на юге Ирана, в провинции Бушир. Входит в состав шахрестана  Бушир. На 2006 год население составляло 16 425 человек.

## География
Город находится в западной части Бушира, на прилегающей к Персидскому заливу равнине, на высоте 14 метров над уровнем моря.
Чогадек расположен на расстоянии приблизительно 17 километров к востоку от Бушира, административного центра провинции и на расстоянии 740 километров к югу от Тегерана, столицы страны.